# Jinzhousaurus
Jinzhouzaur (Jinzhousaurus yangi) – roślinożerny dinozaur z grupy iguanodonów (Iguanodontia).
Żył w okresie wczesnej kredy (ok. 127-121 mln lat temu) na terenach wschodniej Azji. Długość ciała ok. 6-7 m, wysokość ok. 2,5 m, ciężar ok. 1 t. Jego szczątki znaleziono w Chinach (w prowincji Liaoning).
Znaleziono jego prawie kompletny szkielet, łącznie z czaszką. Różnie klasyfikowany – do Iguanodontidae lub do Hadrosauridae. Wykazuje podobieństwa do probaktrozaura.